# Vườn quốc gia Villarrica
Vườn quốc gia Villarrica là một vườn quốc gia nằm ở dãy núi Andes, thuộc các vùng Araucanía và Los Ríos, Chile. Trung tâm của vườn quốc gia là ba ngọn núi lửa nằm ngang kéo dài đến dãy Andes là Villarrica, Quetrupillán, và Lanín. Các ngọn núi khác trong vườn quốc gia này còn có núi lửa Quinquilil (còn được gọi là Colmillo del Diablo, cao 2.050 mét), và Cerro Las Peinetas, nằm trên biên giới giữa Argentina và Chile. Địa hình vườn quốc gia dao động từ 600 - 3.776 mét (1.969 - 12.388 ft) với điểm cao nhất là tại đỉnh Lanín.
Việc phân chia đường phân thủy giữa lưu vực sông Toltén và sông Valdivia chạy qua vườn quốc gia tạo thành ranh giới giữa Cautín với Valdivia.
Vườn quốc gia là một phần của Khu dự trữ sinh quyển Rừng mưa ôn đới Nam Andes (Bosques Templados Lluviosos de los Andes Australes).

## Tự nhiên
Vườn quốc gia này bảo vệ vùng sinh thái Rừng mưa ôn đới Valdivian. Các loài thực vật bao gồm Roble (Nothofagus obliqua) và Raulí (Nothofagus alpina) ở khu vực có độ cao thấp hơn trong khi loài Coihue (Nothofagus dombeyi) có mặt tại khu vực ẩm ướt nhất. Khu vực núi cao bị chi phối bởi những cánh rừng Araucaria (Araucaria araucana).
Về động vật, đây là môi trường sống của các loài động vật hoang dã như sư tử, Cáo xám Argentina, Cáo Nam Mỹ, Pudu, Rái cá sông, Diều Harris, Chồn Grisons, chồn hôi mũi heo Molina, và Monito del monte.